# Nick Pivetta
Nicholas Johncarlo Pivetta (né le 14 février 1993 à Victoria, Colombie-Britannique, Canada) est un lanceur droitier des Phillies de Philadelphie de la Ligue majeure de baseball.

## Carrière
Nick Pivetta est repêché par les Nationals de Washington au 4e tour de sélection en 2013. 
Le 28 juillet 2015, les Nationals échangent Pivetta aux Phillies de Philadelphie contre le lanceur de relève droitier Jonathan Papelbon. 
Il fait ses débuts dans le baseball majeur le 30 avril 2017 comme lanceur partant des Phillies de Philadelphie face aux Dodgers de Los Angeles.